# AC ChievoVerona
AC ChievoVerona a fost un club de fotbal din Verona, Italia, care a evoluat ultima dată în Serie B.
ChievoVerona a fost a doua echipă de fotbal a orașului Verona și își disputa meciurile de pe teren propriu pe Stadio Marc'Antonio Bentegodi. Clubul a fost fondat în anul 1929, însă până în anul 2000 a activat în ligile inferioare. În anul 2000 a promovat în Serie A cu Luigi Del Neri pe bancă. În primul an de Serie A, a terminat pe locul 5, fiind pentru multe etape pe prima treaptă a clasamentului. Cea mai bună clasare a fost locul 4, ocupat în sezonul 2005-2006.

## Lotul curent
La 17 august 2018.
| Nr. |         | Poziție | Jucător                                        |
| --- | ------- | ------- | ---------------------------------------------- |
| 1   | Croația | P       | Adrian Šemper (împrumutat de la Dinamo Zagreb) |
| 3   | Serbia  | F       | Strahinja Tanasijević                          |
| 4   | Italia  | M       | Nicola Rigoni                                  |
| 5   | Italia  | F       | Federico Barba                                 |
| 8   | Serbia  | M       | Ivan Radovanović (al 3-lea căpitan)            |
| 9   | Polonia | A       | Mariusz Stępiński                              |
| 10  | Italia  | A       | Manuel Pucciarelli (împrumutat de la Empoli)   |
| 11  | Franța  | M       | Mehdi Léris                                    |
| 13  | Maroc   | M       | Sofian Kiyine                                  |
| 14  | Italia  | F       | Mattia Bani                                    |
| 15  | Italia  | F       | Luca Rossettini (împrumutat de la Genoa)       |
| 16  | Italia  | P       | Andrea Seculin                                 |
| 17  | Italia  | M       | Emanuele Giaccherini                           |
| 20  | Serbia  | A       | Filip Đorđević                                 |
| 21  | Franța  | F       | Nicolas Frey                                   |

| Nr. |          | Poziție | Jucător                         |
| --- | -------- | ------- | ------------------------------- |
| 22  | Nigeria  | M       | Joel Obi                        |
| 23  | Slovenia | M       | Valter Birsa                    |
| 27  | Italia   | M       | Fabio Depaoli                   |
| 29  | Italia   | F       | Fabrizio Cacciatore             |
| 31  | Italia   | A       | Sergio Pellissier (căpitan)     |
| 40  | Serbia   | F       | Nenad Tomović                   |
| 44  | Polonia  | F       | Paweł Jaroszyński               |
| 47  | Slovacia | F       | Martin Valjent                  |
| 55  | Italia   | M       | Emanuel Vignato                 |
| 56  | Finlanda | M       | Përparim Hetemaj (vice-căpitan) |
| 66  | Germania | M       | Gianluca Gaudino                |
| 69  | Italia   | A       | Riccardo Meggiorini             |
| 70  | Italia   | P       | Stefano Sorrentino              |